# Mato Neretljak
Mato Neretljak (* 3. červen 1979) je bývalý chorvatský fotbalista a reprezentant.

## Reprezentační kariéra
Mato Neretljak odehrál 10 reprezentačních utkání. S chorvatskou reprezentací se zúčastnil Mistrovství Evropy 2004 v Portugalsku.

## Statistiky
| Chorvatsko | Chorvatsko | Chorvatsko |
| Roky       | Záp.       | Góly       |
| ---------- | ---------- | ---------- |
| 2001       | 1          | 0          |
| 2002       | 0          | 0          |
| 2003       | 1          | 0          |
| 2004       | 5          | 1          |
| 2005       | 1          | 0          |
| 2006       | 2          | 0          |
| Celkem     | 10         | 1          |